# King’s Field
King's Field (яп. キングスフィールド Кингусу фи:рудо) — компьютерная ролевая игра (RPG) от первого лица, разработанная и выпущенная компанией FromSoftware для PlayStation в декабре 1994 года. Первая игра одноименной серии. По сюжету игры игрок должен пройти подземные лабиринты, чтобы обнаружить источник вторжения монстров.
Игра стала дебютом для компании и вошла в стартовую линейку игровой приставки PlayStation, однако первоначально планировалась выпустить игру на PC. Игра была разработана приблизительно за шесть месяцев небольшой командой. После релиза игра получила коммерческий успех, хотя и была неоднозначно принята критиками. King's Field - одна из самых ранних известных консольных ролевых игр с трехмерной графикой, предшествующая более известным играм, таким как  Final Fantasy VII.

## Сюжет
Пролог.
Королевство Вердит, Средние века. Земля была терроризирована злыми силами. Со временем зло было побеждено героем, которого прозвали Драконом. Дракон исчез и стал легендой; в его честь в лесах построили собор, где происходили его подвиги.
Основные события.
На королевство снова нападают демоны, прямо в собор. Местные жители надеются на пророчество - о возвращении Дракона. Наследник престола Джон Альфред Форестер приходит в проклятый собор в поисках своего отца, который привел отряд рыцарей в кладбище, но все они пропали.
Форестер прорывается в катакомбы, где борется с монстрами. Там он узнает, что король Вердита, Рейнхард Третий, обрел темную силу, отравил своего брата, а его отец был убит Черным рыцарем-хранителем темного короля.
Джон получает наследственный меч Дракона и убивает темного волшебника, создавший монстров. Встретив эльфа Мирию и ее хозяина Гайрой, они дают Альфреду силу убить Рейнхарда Третьего и закрыть портал, открывающий проход монстрам в Вердит. Наследник Дракона убивает проклятого короля и становится новым королем.

## Отзывы и критика
| Иноязычные издания | Иноязычные издания |
| Издание            | Оценка             |
| ------------------ | ------------------ |
| Famitsu            | 30/40              |

Из-за сложности и нетрадиционного геймплея первоначально реакция игроков и прессы была сдержанной. Эта реакция негативно сказалась на продажах, но позже, благодаря журнальной рекламе, продажи игры выросли, в результате чего она стала коммерческим успехом.
Один рецензент был довольно негативно настроен по поводу качества графики, и упомянул о медленной боевке.